# Glinica (Ciasna)
Glinica (deutsch Glinitz) ist eine Ortschaft in Oberschlesien. Administrativ liegt sie in der Gemeinde Ciasna (Cziasnau) im Powiat Lubliniecki (Landkreis Lublinitz) in der Woiwodschaft Schlesien.

## Geografie

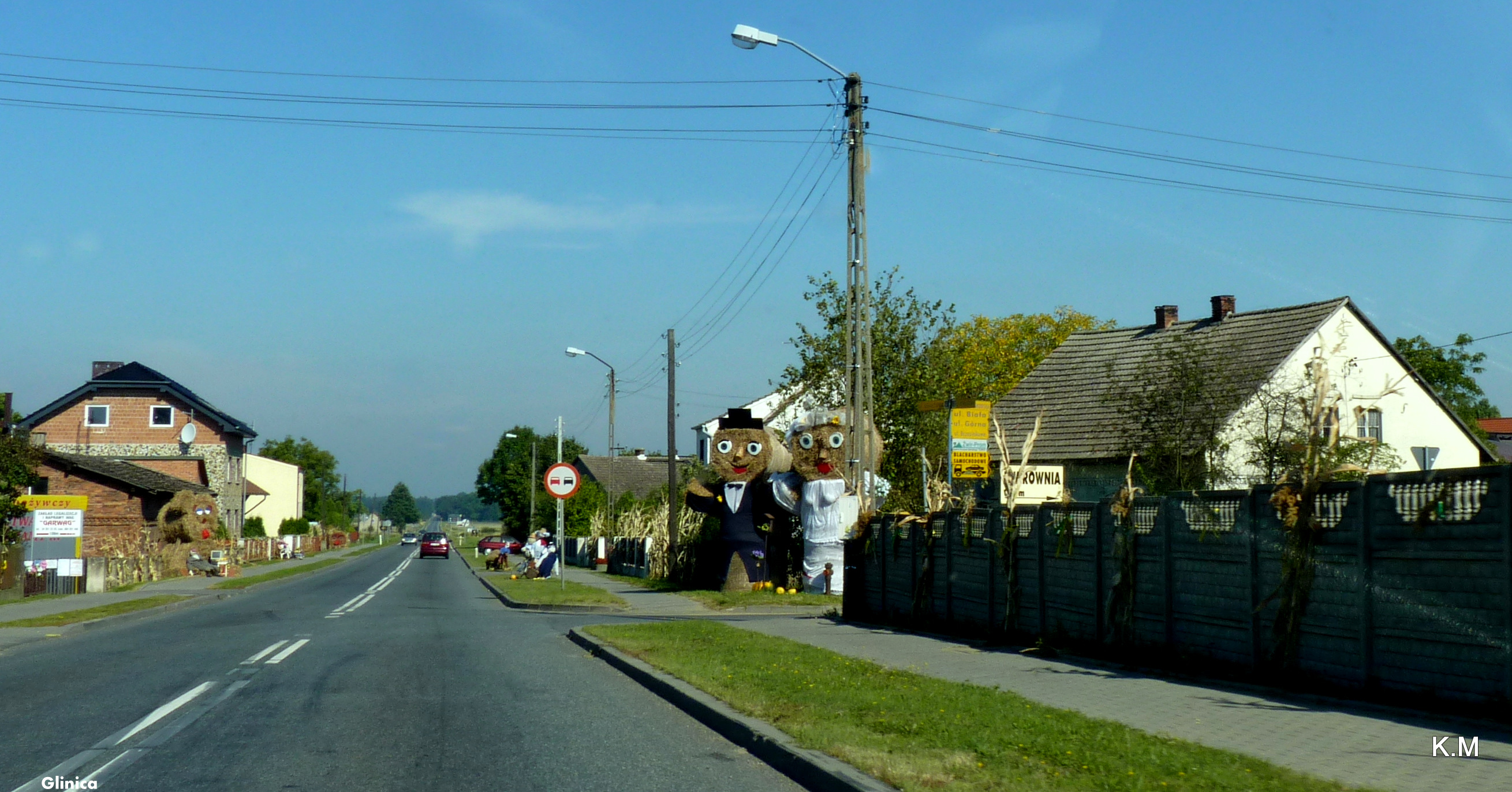
Ortsbild

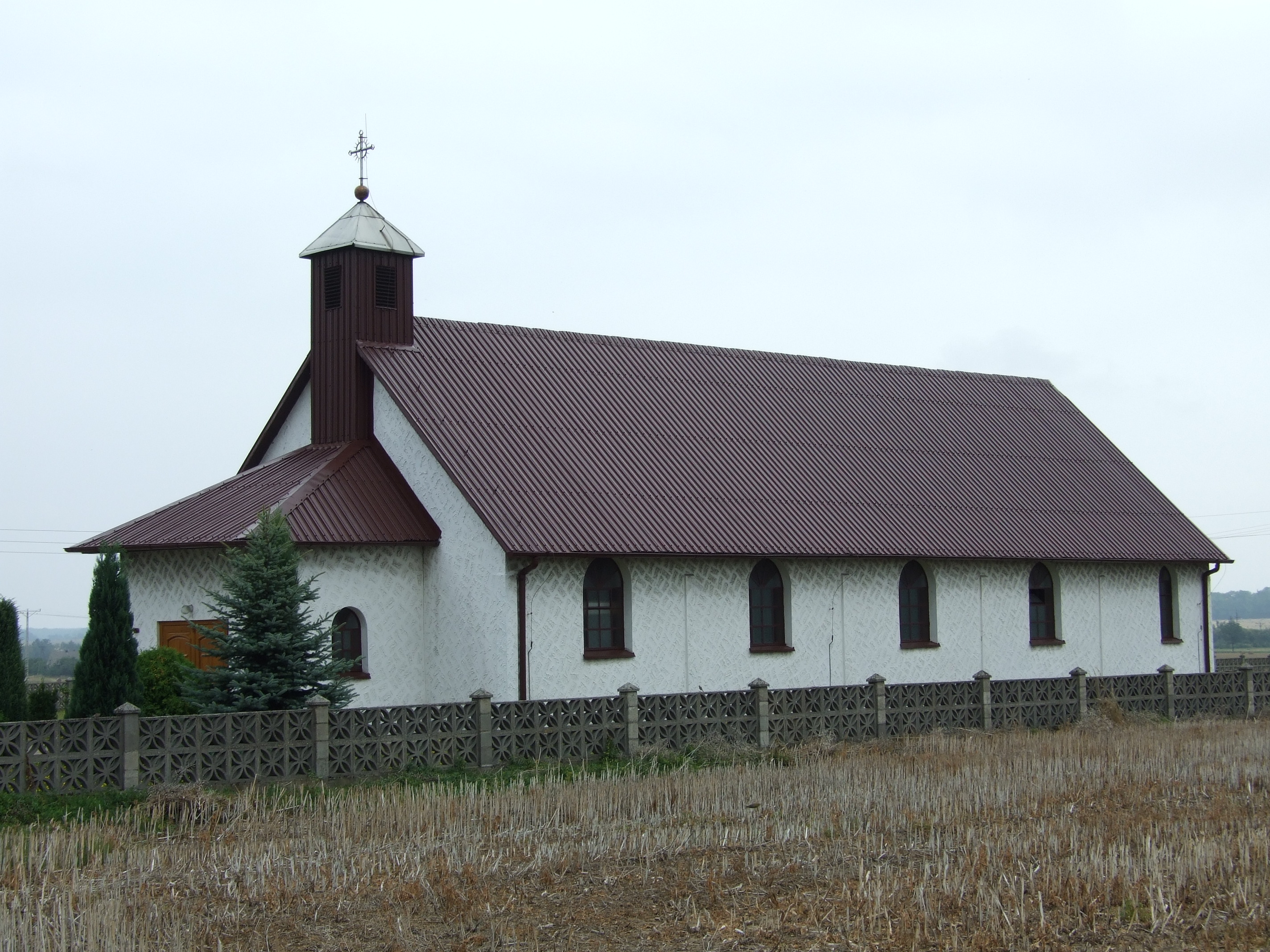
Kirche

Glinica liegt sechs Kilometer südlich vom Gemeindesitz Ciasna (Cziasnau), sechs Kilometer nordwestlich von der Kreisstadt Lubliniec (Lublinitz) und 58 Kilometer nordwestlich von der Woiwodschaftshauptstadt Kattowitz.

## Geschichte
Der Ort entstand spätestens im 12. Jahrhundert und wurde 1295–1305 im Liber fundationis episcopatus Vratislaviensis (Zehntregister des Bistums Breslau) urkundlich als „Glinicza“ erwähnt.
1742 kam der Ort mit dem Großteil Schlesiens an Preußen. Der Ort wurde 1783 im Buch Beyträge zur Beschreibung von Schlesien als Glini(t)ze erwähnt und gehörte einem Herrn von Jeanneret und lag im Kreis Lublinitz (Lublinetz, 1743–1922) des Fürstentums Oppeln. Damals hatte er zwei herrschaftliche Vorwerke, eins mit dem Namen Gaschinka, zwölf Bauern, zehn Gärtner, drei Häusler und 141 Einwohner. 1842 wurde eine Schule errichtet. 1865 hatte Glinitz 48 Possessionen, darunter zwei Bauern, neun Halbbauern, 14 Freigärtner und 23 Häuslerstellen, sowie eine Fayencefabrik, die nur zeitweise in Betrieb war. Zu diesem Zeitpunkt hatte die Schule 64 Schüler. Zur Gemeinde Glinitz gehörte zudem die Kolonia Dombrowa.
Bei der Volksabstimmung in Oberschlesien am 20. März 1921 stimmten im Ort 191 Wahlberechtigte für einen Verbleib Oberschlesiens bei Deutschland und 197 für eine Zugehörigkeit zu Polen. Glinitz kam nach der Teilung Oberschlesiens 1922 an Polen. Während der deutschen Besetzung von 1939 bis 1945 befand er sich im Landkreis Loben (Lublinitz, Regierungsbezirk Oppeln).
1945 kam der Ort wieder an Polen und zur Woiwodschaft Schlesien und wurde ins polnische Glinica umbenannt. 1950 kam der Ort zur Woiwodschaft Kattowitz. 1975 kam der Ort zur neugegründeten Woiwodschaft Tschenstochau. 1999 kam der Ort zum wiedergegründeten Powiat Lubliniecki und zur neuen Woiwodschaft Schlesien.

### Fayencefabrik
Die Fabrik wurde ursprünglich als Tabakspfeifen- und Fayencefabrik Ende 1754 in Sorowski durch den Eigentümer der dortigen Tongruben Andreas von Garnier und drei Teilhaber gegründet. Dafür holte Garnier 1753 Arbeiter und Geräte aus Gouda in den Niederlanden. Nach der Trennung von der Pfeifenfabrikation ließ man die Fayencefabrik in Glinitz (1767 durch Anna Barbara von Gaschin initiiert) ansiedeln. Das keramische Produktionsprogramm orientierte sich ab 1790 am Stil der Fayencen aus Proskau/OS. Später bestanden Vertriebsniederlassungen in einigen größeren schlesischen Städten.

## Bauwerke und Sehenswürdigkeiten
- Die römisch-katholische Filialkirche